# Gondos Grünhut László
Gondos-Grünhut László (született: Grünhut László, később Gondos László; Baja, 1903. szeptember 27. – 1962.) magyar filozófus.

## Életpályája
1919-ben Budapestre szökött, hogy láthassa a tanácsköztársaságot. A kommün összeomlása után a gimnáziumból kizárták, ezért a középiskolát magánúton végezte el. Egyetemi tanulmányait Ausztriában, Franciaországban és Németországban folytatta, ahol filozófiát és természettudományokat tanult. 1929-ben – felesége megismerésekor –keresztény hitre tért, katolizált. 1929-ben doktorált filozófiából Marburgban. 1932-ig habilitációra készült Tübingenben, ahol előadásokat tartott és könyvei jelentek meg, ám Heidegger elutasította. Hitler kancellári kinevezése előtt hazatért és saját kiadásban publikált magyar és német nyelvű írásokat. 1936-ban nevét Grünhutról Gondosra magyarosította. 1939–1945 között munkaszolgálatos volt, ahol kíméletesen bántak vele és társaival. A második világháború után belépett a Polgári DemokrataPártba. A Szabadművelődési Felügyelőségen kapott állást Baján. 1946-ban alapította meg a Humanista Baráti Közösséget, amelynek keretében hetenként egyszer klasszikus zenei előadást tartott. 1947-ben szabadegyetemet alapított, amelyben művészetről, irodalomról, természettudományokról és mindenekelőtt zenéről és filozófiáról tartott előadásokat. 1947–1948 között filozófiát tanított a Rudnay Gyula által alapított Szabadakadémián. 1948-ban sikerült kiutaznia Amszterdamba, ahol a X. Nemzetközi Filozófiai Kongresszuson előadást tartott. 1948-ban – a kommunista hatalomátvétel után – rá akarták beszélni, hogy lépjen be a Magyar Dolgozók Pártjába; lehetővé tették volna, hogy egyetemi katedrához jusson; meggyőződése miatt ezt elutasította. Reakcióként megtiltották, hogy előadásokat tartson, tevékenységének csak a zene maradt meg. Mindeközben először egy gimnáziumban tanított matematikát, fizikát és kémiát, azután általános iskolába kényszerült tanítóként. Az 1956-os forradalom leverése után a családjával Jugoszláviába menekült, 1957-ben átköltözött Németországba. A menekülttáborból elküldte néhány írását Romano Guardininek. Sikerült álláshoz jutnia a Rajna-vidéki Geisenheimben, ahol gimnáziumi tanárként tevékenykedhetett. Az első években főleg menekült magyar diákokat, később németeket is tanított matematikára, fizikára, kémiára. Szabadidejében folytatta filozófiai szövegek írását. 1958-ban Velencében részt vett a XII. Nemzetközi Filozófiai Kongresszuson.

### Munkássága
Személyesen ismerte Husserlt; második könyve a heideggeri ontológiával szállt vitába. Elvetette a vallás és filozófia szétválasztását, úgy tekintette őket, mint a tudás két, egymással szervesen összefüggő mozzanatát. Ez a tudás ontológiából és misztikából áll. Az ontológia a transzcendencia racionális tudománya, a misztikát boldogító tapasztalatként fogja fel, amely az Istennel való közösségből születik. Halála után a művei nem váltak széles körben ismertté. Könyvei a könyvtárak polcain megtalálhatók, hátrahagyott kéziratai tanítványok fiókjaiban rejlenek. Munkáit először Vető Miklós, egykori tanítványa gyűjtötte össze és adta ki német nyelven 1990-ben. 2013-ban ez a munka alapul szolgált a bővebb magyar kiadás számára (fordította Mezei Balázs és Varga-Jani Anna). Életpályája nemcsak a korszakot értő és drámaian megélő, a magyarsággal sorsközösséget vállaló zsidóság tanúságtétele, hanem bizonyítéka annak is, hogy ebből a körből olyan eredeti személyiségek kerültek ki, akik az egyetemes magyar gondolkodás ügyét szolgálták.

## Magánélete
Szülei: Grünhút Miksa és Hirschler Julianna voltak. 1929-ben megnősült, felesége, Kovács Anna volt. Két gyermekük született.

## Művei
- Über Gestaltpsychologie und Gestalttheorie (1929)
- Das Wesen und der Wert des Seins und die Grenzen der reinen Vernunft. Leipzig: Johann Ambrosius Barth (1931)
- Eros und Agape. Eine metaphysisch-religionsphilosophische Untersuchung (1931)
- Metafizikai világnézet (1934)
- Buddha megváltástana és a misztika (1935)
- A metafizikai valóság felfedezése és tudománya (1939)
- Metaphysische Wirklichkeit. Ihre Entdeckung und ihre Wissenschaft. Philosophische Wanderungen im All (1939)
- Experiences on which metaphysics as a science is based. Proccedings of the Tenth International Congress of Philosophy (Amsterdam, August 11-18, 1948) I. (1949)
- Cím nélküli összefoglaló: Ricerche Filosofiche. Palmi, 1955
- Idealismus und Materialismus als Stellungnahmen zum höchsten Wert. Atti del XII Congresso Interntionale di Filosofia (Venezia, 12-18 Settembre 1958) 7, Florence: 1961
- Die Liebe und das Sein. Eine Auswahl (1990)
- Szeretet és lét. Válogatott tanulmányok (2013)